# Nathaniel Torporley
Nathaniel Torporley (1564–1632) foi um clérigo, matemático e astrólogo inglês.

## Vida
Ele nasceu em Shropshire e foi admitido na escola secundária gratuita de Shrewsbury como 'oppidan' em 1571. Ele se matriculou na Christ Church, Oxford, em 17 de novembro de 1581, como 'plebeu', e graduou-se em 5 de fevereiro de 1584. Entrando ordens sagradas, ele foi nomeado reitor de Salwarpe em Worcestershire em 14 de junho de 1608, uma vida que manteve até 1622. Ele também ocorre como reitor de Liddington, Wiltshire, em 1611, embora ele parece ter residido principalmente no Sion College, em Londres.
Torporley associou-se a Thomas Harriot e adquiriu conhecimentos de matemática e astronomia. Ele foi apoiado por Henry Percy, 9º Conde de Northumberland, que por vários anos lhe deu uma pensão anual. Em 27 de novembro de 1605, logo após a descoberta da Conspiração da Pólvora, Torporley foi examinado pelo conselho por ter lançado o nascimento do rei. Por dois ou mais anos residiu na França e foi amanuense de François Viète de Fontenay, contra quem publicou um panfleto sob o nome de Poulterey. Ele morreu no Sion College, em Londres, e foi enterrado na Igreja de St. Alphege em 17 de abril de 1632.

## Trabalhos
Publicou Diclides Coelometricae; seu Valuae Astronomicae universales, omnia artis totius munera Psephophoretica in sat modicis Finibus Duarum Tabularum methodo Nova, generali et facillima continentes, Londres, 1602. Com isso foi apresentado um prefácio, intitulado Directionis accuratae consummata Doctrina, Astrologis hactenus plurimum desiderata; e Tabula praemissilis ad Declinationes et coeli meditaçãoes, em cinco partes.
Deixou um testamento nuncupativo, datado de 14 de abril de 1632, pelo qual legou à biblioteca do Sion College todos os seus livros de matemática, instrumentos astronômicos, notas, mapas e um relógio de bronze. Entre esses livros estavam alguns manuscritos: Congestor: Opus Mathematicum, Philosophia, Atomorum Atopia demonstrata, Corrector Analyticus Artis posthunc. A administração do testamento foi concedida em 6 de janeiro de 1633 a sua irmã, Susanna Tasker.
Ele era executor dos papéis de Harriot, seu professor. Ele trabalhou sobre eles, mas o trabalho que acabou aparecendo, o Artis Analyticae Praxis (1631), foi editado em conjunto por Walter Warner.